# Find Me in Paris
Find Me in Paris (Encuéntrame en París en Hispanoamérica y Búscame en París en España) fue una serie de drama juvenil que se estrenó el 14 de abril de 2018, en Hulu, y fue producido por ZDF y Cottonwood Media. La serie fue filmada en París, en algunas áreas como la Ópera Garnier y la Ópera Nacional de París.
En Latinoamérica se estrenó el 13 de enero de 2020 por Disney Channel.
La segunda temporada consiste de 26 episodios, estrenados el 16 de agosto de 2019. Desde septiembre de 2019, Find Me in Paris está disponible en 130 países.
La segunda temporada, que consta de 26 episodios, se estrenó el 16 de agosto de 2019. Más tarde ese año, la serie se renovó por una tercera temporada, que se estrenó el 21 de agosto de 2020. La filmación de la tercera temporada comenzó en julio de 2019 y terminó el 28 de noviembre de 2019. .

## Trama

### Temporada 1
Helena 'Lena' Grisky, una princesa rusa de 1905, se está entrenando para ser bailarina en la Opéra de Paris y es la mejor estudiante de la escuela. Su novio, Henri, no sabe que su familia viaja en el tiempo, y descubre un reloj oculto por su padre, que le da a Lena como regalo, pensando que es solo una joya. Lena es transportada y atrapada en el año 2018, dejando a Henri luchando por encontrar una manera de traerla de vuelta y luchar contra los coleccionista del tiempo, que se dispusieron a capturar a Lena.
Mientras tanto, en 2018, Lena debe continuar asistiendo a la escuela de ballet en la Opéra de Paris moderna para mantener su identidad en secreto y permanecer en París hasta que pueda regresar a 1905. Sin embargo, a pesar de querer regresar a 1905, Lena pronto se instala en ella. nuevo período de tiempo y hace nuevos amigos en algunos de los otros estudiantes de la escuela: Jeff, Dash e Ines, siendo esta última quien se convierte en su mejor amiga y la primera en descubrir su secreto. Sin embargo, también encuentra un rival en la despiadada Thea, que ve a Lena como una amenaza a su ambición de ser la mejor bailarina de la escuela. Para complicar aún más las cosas, aunque Lena no ha olvidado a Henri, termina enamorándose de Max, quien se convierte en su compañero de baile. También encuentra el amor por un nuevo género de baile, hip-hop, cuando se une al grupo de baile de Max llamado BLOK. Con todos estos conflictos, Lena se queda con un dilema: Regresar a 1905 o quedarse en el futuro.

### Temporada 2
Henri se queda en 2019, Thea en 1905. Henri tiene problemas para adaptarse al mundo moderno, constantemente le dice a Lena que desea regresar a 1905, Lena lleva una vida moderna y no quiere regresar a 1905, pues no podrá bailar nunca más ni estar juntos ya por sus padres. Luego se revela que Lena en realidad nació en el siglo XXI, pero fue enviada al siglo XX como recién nacida. Lena y Henri se separan en diferentes zonas horarias y se escriben cartas durante la temporada igual que a Lena y Thea. Thea descubre a los coleccionistas del tiempo y comienza una relación con Frank, utilizando su dispositivo de viaje en el tiempo. Un coleccionistas se pierde por la agencia. Lena termina con Henri y empieza una relación con Max quien en un intento de baile para impresionar a su padre se fractura su pierna. Thea cambia la historia y se convierte en la mejor bailarina (Anna Pavlova) de esa época. El papa de Henri se entrega a la agencia y borran su memoria sobre viajes en el tiempo. Lena al final quiere regresar a 1905 y hacer que ella no pase por el portal para que no hubiera viajado al futuro. Y Lena vuelve a 1905 junto a Max .

### Temporada 3
De vuelta al presente con sus recuerdos de viaje en el tiempo borrado Lena regresa a la escuela y descubre que Max se ha ido a Nueva York. Pronto se le presenta a nuestra protagonista y su equipo la oportunidad de viajar al Sur de Francia para complementar su entrenamiento. Se avecinan respuestas, situaciones a las que Lena debe hacer frente, nuevos personajes y acercamiento a algunos no tan nuevos. De la misma forma Lena debe sopesar el significado y Rol de Henry en su vida, aparece un chico llamado nico que enamora a lena..

## Elenco

### Principal
- Jessica Lord como Lena Grisky
- Hannah Dodd como Thea Raphael (Temporadas 1-2)
- Rory J. Saper como Max Álvarez (Temporadas 1-2)
- Eubha Akilade como Ines Lebreton
- Hiran Abeysekera como Dash Khan (Temporada 1)
- Castle Rock como Jeff Chase
- Christy O’Donnell como Henri Duquet
- Terique Jarrett como Isaac (Temporadas 2–3)
- Jake Swift como Nico (Temporada 3)

### Recurrente
- Seán Óg Cairns como Frank
- Lawrence Walker como Pinky
- Luca Varsalona como Clive
- Katherine Erhardy como Gabrielle Carré
- Ingo Brosch como Víctor Duquet
- Chris Baltus como Etienne
- Javone Prince como Oscar
  - Edward Kagutuzi como Oscar joven
- Chloe Fox como Bree
- Audrey Hall como Claudine Renault
- Caitlin-Rose Lacey como Kennedy
- Rik Young como Armando Castillo
- Manuel Pacific como Reuben
- Elisa Doughty como Princess Alexandra
- Sophie Airdien como Francie Parks
- Rameet Rauli como Lex (Temporada 2)

## Producción
Find Me in Paris es una serie franco-alemana producida por Cottonwood Media en asociación con ZDF, ZDF Enterprises, y la Ópera Nacional de París. El presupuesto para la producción de la primera temporada fue de $12.5 millones de dólares.

## Episodios
| Temporada | Temporada | Episodios | Estados Unidos       | Estados Unidos       | Francia                  | Francia                 | Latinoamérica          | Latinoamérica         |
| Temporada | Temporada | Episodios | Comienzo             | Final                | Comienzo                 | Final                   | Comienzo               | Final                 |
| --------- | --------- | --------- | -------------------- | -------------------- | ------------------------ | ----------------------- | ---------------------- | --------------------- |
|           | 1         | 26        | 14 de abril de 2018  | 20 de julio de 2018  | 14 de abril de 2018      | 3 de noviembre de 2018  | 8 de noviembre de 2019 | 14 de febrero de 2020 |
|           | 2         | 26        | 16 de agosto de 2019 | 16 de agosto de 2019 | 7 de septiembre de 2019  | 30 de noviembre de 2019 | 22 de junio de 2020    | 24 de julio de 2020   |
|           | 3         | 26        | 21 de agosto de 2020 | 21 de agosto de 2020 | 18 de septiembre de 2020 | 13 de noviembre de 2020 | 12 de abril de 2021    | 14 de mayo de 2021    |